# Litsea pruriens
Litsea pruriens är en lagerväxtart som beskrevs av André Joseph Guillaume Henri Kostermans. Litsea pruriens ingår i släktet Litsea och familjen lagerväxter. Inga underarter finns listade i Catalogue of Life.